# Frieslandcampina
Frieslandcampina, av företaget skrivet Royal FrieslandCampina N.V., är ett nederländskt multinationellt mejerikooperativ med säte i Amersfoort, Nederländerna. Det är världens största mejerikooperativ och ett av världens fem största mejeriföretagen. Frieslandcampina är verksamma i 36 länder och sysselsätter över 20.000 personer. Företaget bildades den 30 december 2008 genom en fusion av de två mejeriföretagen Friesland Foods och Campina. Dess huvudsakliga varumärken är Friesche Vlag, Chocomel, Fristi, Friso, Dutch Lady, Milner, Campina, Landliebe, Optimel, Mona och "Mix'it". Frieslandcampinas produkter säljs i mer än 100 länder.